# Медоу (Јута)
Медоу (енгл. Meadow) град је у америчкој савезној држави Јута.

## Демографија
По попису из 2010. године број становника је 310, што је 56 (22,0%) становника више него 2000. године.
| Група             | 2000.       | 2010.       |
| Белци             | 248 (97,6%) | 298 (96,1%) |
| Афроамериканци    | 0 (0,0%)    | 0 (0,0%)    |
| Азијати           | 0 (0,0%)    | 3 (1,0%)    |
| Хиспаноамериканци | 4 (1,6%)    | 6 (1,9%)    |
| Укупно            | 254         | 310         |